# ZPU-2
Pour les articles homonymes, voir ZPU (homonymie).
Le ZPU-2 (Zenitnaya Pulemietnaya Ustanovka) est un canon antiaérien composé de deux mitrailleuses KPV de calibre 14,5*114 mm. Il entra en service dans l'Union soviétique en 1949 et est utilisé dans le monde entier. Bien qu'obsolète, il est encore largement répandu dans les armées de l'ex bloc de l'est, ainsi que dans nombre de pays en développement qui l'apprécient pour sa rusticité ; dans les armées mieux équipées, il est remplacé par les missiles sol-air portatifs. 

## Variantes
Il existe des versions monotube, bitube (dans les deux versions) et quadruple canon, appelées respectivement ZPU-1, ZPU-2, ZU-2 et ZPU-4. ZU-2 a été développé plus tard pour troupes aéroportées sur la base de ZPU-1. 

## Historique
La série a été utilisée pendant la guerre de Corée par la Chine et les forces nord-coréennes, et fut plus tard considéré comme l'arme la plus dangereuse pour les États-Unis au Viêt Nam. 
Plus tard, il sera utilisé par le Maroc et le Front Polisario durant la guerre du Sahara occidental. Il a également été utilisé par les forces irakiennes pendant l'opération Desert Storm et de nouveau lors de la guerre d'Irak de 2003. Son utilisation a été répandue des deux côtés dans la guerre civile libyenne de 2011.
Dans l'armée russe, il a été remplacé par le plus récent et plus puissant ZU-23-2 en calibre 23 × 152 mm.

## Pays utilisateurs
| - Afghanistan - Albanie - Angola - Bangladesh - Bénin - Bulgarie - Burkina Faso - Burundi - Cambodge - Cameroun - Cap-Vert - Chine - République du Congo - Corée du Nord - Croatie - Cuba - Djibouti - Égypte - Éthiopie | - Ghana - Guinée - Guinée-Bissau - Irak - Iran - Israël - Laos - Libye - Madagascar - Malawi - Mali - Malte - Maroc - Mauritanie - Mongolie - Mozambique - Namibie - Nicaragua | - Ouganda - Pakistan - Pologne - Roumanie - Russie - Sénégal - Seychelles - Sri Lanka - Somalie - Soudan - Syrie - Tanzanie - Tchad - Togo - Vietnam - Yougoslavie - Zambie - Zimbabwe |